# Andrena splendidicollis
Andrena splendidicollis är en biart som beskrevs av Morawitz 1895. Andrena splendidicollis ingår i släktet sandbin, och familjen grävbin. Inga underarter finns listade i Catalogue of Life.